# Maziah Mahusin
Maziah Mahusin (née le 18 mars 1993 à Bandar Seri Begawan) est une sprinteuse et sauteuse de haies brunéienne.

## Carrière
Elle participe aux Jeux olympiques d'été de 2012 à Londres. Elle est la première athlète féminine de Brunei et aussi la porte-drapeau. Dans l'épreuve du 400 mètres, elle finit dernière de sa série au premier tour ; elle établit cependant un nouveau record national, 59 s 28.
Elle est présente auparavant aux Jeux olympiques de la jeunesse de 2010 à Singapour, où elle termine seizième de l'épreuve du 400 mètres haies.